# Maraton w Reykjavíku

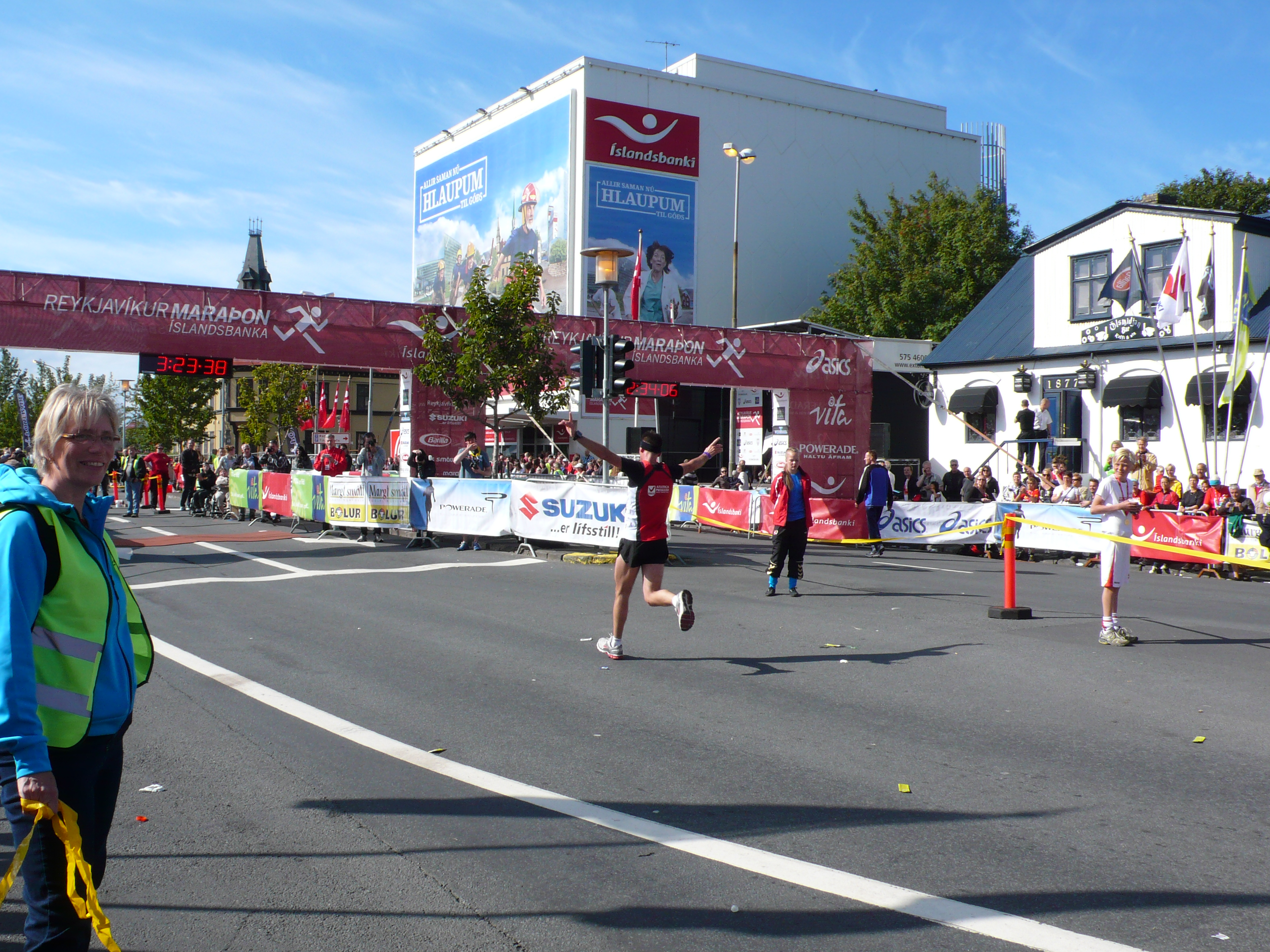
Meta maratonu w roku 2011

Maraton w Reykjavíku (isl. Reykjavíkurmaraþon) – bieg maratoński rozgrywany corocznie (w sierpniu) w stolicy Islandii – Reykjavíku. Pierwsza edycja zawodów miała miejsce w 1984 roku.
W historii biegu maraton wielokrotnie miał rangę mistrzostw Islandii (według stanu na sierpień 2015: 23 razy wśród mężczyzn oraz 20 razy wśród kobiet).
W dniu maratonu odbywają się także inne biegi, m.in. półmaraton. Rekordy trasy należą do Kenijczyka Benjamina Serema (1:04:09 w 2007) oraz Islandki Marthy Ernstdottir (1:11:40 w 1996), która w tym półmaratonie triumfowała 15 razy.

## Zwycięzcy
| Edycja | Rok  | Zwycięzca            | Czas (g:m:s) | Zwyciężczyni                    | Czas (g:m:s) |
| ------ | ---- | -------------------- | ------------ | ------------------------------- | ------------ |
| 1.     | 1984 | Sigurður Sigmundsson | 2:28:57      | Leslie Watson                   | 2:53:47      |
| 2.     | 1985 | Josef Hermann        | 2:30:04      | Leslie Watson                   | 2:52:44      |
| 3.     | 1986 | M. Chaibi            | 2:20:30      | Carol Macario                   | 2:58:09      |
| 4.     | 1987 | James Doig           | 2:19:46      | Mae Ann Garthy                  | 3:59:37      |
| 5.     | 1988 | Borut Podgornik      | 2:27:27      | Connie Eriksen                  | 3:00:54      |
| 6.     | 1989 | Robin Nash           | 2:25:49      | Wilma Rusman                    | 2:47:25      |
| 7.     | 1990 | Jerry Hall           | 2:24:07      | Susan Shield                    | 2:59:58      |
| 8.     | 1991 | Kevin Brown          | 2:32:32      | Sandra Bentley                  | 2:48:38      |
| 9.     | 1992 | Ieuan Ellis          | 2:19:01      | Anna Jeeves                     | 3:21:28      |
| 10.    | 1993 | Ceslovas Kundrotas   | 2:17:06      | Elisabeth Singer                | 2:55:07      |
| 11.    | 1994 | Pavel Kryska         | 2:22:41      | Kim Marie Goff                  | 2:47:27      |
| 12.    | 1995 | Hugh Jones           | 2:29:26      | Carolyn Hunter                  | 2:56:40      |
| 13.    | 1996 | Hugh Jones           | 2:24:16      | Angharad Mair                   | 2:38:47      |
| 14.    | 1997 | Toby Tanser          | 2:27:07      | Ruth Kingsborough               | 2:51:35      |
| 15.    | 1998 | Daniel Rathbone      | 2:31:49      | Lorraine Masuoka                | 2:45:45      |
| 16.    | 1999 | Ryan Board           | 2:48:12      | Ida Mitten                      | 2:56:15      |
| 17.    | 2000 | Charles Hubbard      | 2:34:12      | Jackie Bale                     | 3:20:27      |
| 18.    | 2001 | Bruce Kilulai        | 2:28:14      | Britta Homer                    | 3:13:41      |
| 19.    | 2002 | Piotr Uciechowski    | 2:45:25      | Rannveig Oddsdottir             | 3:12:13      |
| 20.    | 2003 | Peter Vail           | 2:41:07      | Sonya Anderson                  | 3:04:11      |
| 21.    | 2004 | Maus Höimo           | 2:26:34      | Kate Davis                      | 2:59:51      |
| 22.    | 2005 | Maus Höimo           | 2:29:10      | Bryndis Ernstsdottir            | 2:55:39      |
| 23.    | 2006 | Jiri Wallenfels      | 2:33:27      | Nathalie Freyling               | 3:34:31      |
| 24.    | 2007 | Simon Tanui          | 2:24:00      | Sarah-Kathryn Knudson           | 3:21:19      |
| 25.    | 2008 | David Kirkland       | 2:32:52      | Rosalyn Alexander               | 3:01:01      |
| 26.    | 2009 | David Kirkland       | 2:28:48      | Veronika-Sigríður Bjarnardóttir | 3:08:18      |
| 27.    | 2010 | Björn Margeirsson    | 2:33:57      | Rannveig Oddsdottir             | 2:57:33      |
| 28.    | 2011 | Arnar Pétursson      | 2:44:18      | Rannveig Oddsdottir             | 3:02:42      |
| 29.    | 2012 | Arnar Pétursson      | 2:41:06      | Mary Brown                      | 3:04:03      |
| 30.    | 2013 | James Buis           | 2:33:49      | Melanie Staley                  | 2:55:14      |
| 31.    | 2014 | Matt Pelletier       | 2:18:00      | Sarah Brown                     | 3:01:47      |
| 32.    | 2015 | Bartosz Olszewski    | 2:29:30      | Kaisa Kukk                      | 2:53:09      |
| 33.    | 2016 | David Le Porho       | 2:29:45      | Betty Bohane                    | 3:06:27      |
| 34.    | 2017 | Arnar Pétursson      | 2:28:17      | Natasha Yaremczuk               | 2:53:25      |
| 35.    | 2018 | Ben Zywicki          | 2:23:43      | Sara Tierney                    | 2:53:25      |